# 特別栽培農産物
特別栽培農産物（とくべつさいばいのうさんぶつ。略称：特栽。English：specially cultivated agricultural products）とは、2001年に農林水産省が定めた「特別栽培農産物に係る表示ガイドライン」に従って生産された、化学合成農薬および化学肥料の窒素成分を慣行レベルの5割以上削減して生産した農産物のことである。対象農産物は国産・輸入を問わず、野菜、果実、穀類、豆類、茶等であり、米については特に特別栽培米と呼ばれる。なお、減ずる対象となる化学合成農薬からは有機農産物JAS規格で認められている農薬（例：フェロモン剤等）は除かれている。
有機農産物との違いは、有機農産物が播種前2年以上及び栽培期間中に対象となる農薬・化学肥料を使用しなかった農産物のことであり、これに対して特別栽培農産物は栽培期間中に対象となる農薬や化学肥料を減じて生産されたものをいう。また、播種前についての条件も存在しない。

なお、栽培期間中に対象となる農薬を一切使用しなかった（播種前の制限は無い）農産物は、「特別栽培農産物（節減対象農薬：栽培期間中不使用）」と呼ばれる。

## 定義
- 当該農産物の生産過程等における節減対象農薬の使用回数が、慣行レベル（※注）の５割以下
- 当該農産物の生産過程等において使用される化学肥料の窒素成分量が、慣行レベル（※注）の５割以下

※注：慣行レベルは都道府県によって定められている。

## 都道府県等の独自認証との関係
1999年のJAS法改正により創設された「有機食品の検査認証制度」 によって、有機農産物と表示できる条件が非常に厳しくなったため、減農薬・減化学肥料の農産物について新たな認証を求める声が生産者や消費者から高まった。1988年に岡山県で独自の認証制度が制定されて以来、2001年には多数の都道府県で認証制度が創設された。これらの都道府県の認証制度を包含する形で、2001年に農林水産省が「特別栽培農産物に係る表示ガイドライン」を改正して、減農薬・減化学肥料の農産物を特別栽培農産物と表示して生産・出荷できるようになった。都道府県等自治体やJA等の認証制度には、この特別栽培農産物に係るガイドラインと同レベルのものや、上乗せ基準を設けたものなど種々ある。
これらは、地産地消や農産物の知名度アップ（地域ブランド化）、収益性向上のため自治体とJA等の団体が共同で取り組んでいるものである。

### 都道府県の独自認証による呼称一覧
「特別栽培農産物に係る表示ガイドライン」と同等、または上乗せ・緩和基準による都道府県による独自認証で、呼称が定められているものの一覧。
いばらきエコ農産物、ちばエコ農産物、石川県エコ農産物、京のブランド産品、大阪エコ農産物、とくしま安2（あんあん）GAP農産物、さぬきエコ農産物、
エコえひめ、エコやまぐち農産物、みやざきエコ野菜